# گردش (ساینفلد)
گردش (به انگلیسی: The Outing) قسمت ۵۷ از نمایش کمدی ساینفلد است که در ۱۱ فوریه ۱۹۹۳ از ان بی سی پخش شد و هفدهمین قسمت از فصل چهارم است. در این قسمت یک خبرنگار که در حال تهیه مصاحبه با جری است به اشتباه فکر می‌کند که او و جورج یک زوج همجنس باز هستند و آن دو در این قسمت تلاش می‌کنند تا بقیه را متقاعد کنند که همجنس باز نیستند. گزاره «نه اینکه بد باشه‌ها» تبدیل به تکیه کلامی برای همجنس‌گرایی در فرهنگ عامه آمریکا شده است.

## یادداشت
1. ↑  Not that there's anything wrong with that

## پیوست
1. ↑  "Seinfeld Season 4 Episodes". TV Guide. Retrieved 2 December 2021.